# Derobrachus granulatus
Derobrachus granulatus es una especie de escarabajo longicornio del género Derobrachus, tribu Prionini, subfamilia Prioninae. Fue descrita científicamente por Bates en 1884.

## Descripción
Mide 35,3-56,8 milímetros de longitud.

## Distribución
Se distribuye por Honduras y México.